# Alangium circulare
Alangium circulare là một loài thực vật]] thuộc họ Alangiaceae. Đây là loài đặc hữu của Malaysia.